# Иконографска схема
Иконографската схема (програма) е система от общоприети правила, които унифицират дейността на художниците иконописци. Ортодоксалната живопис е подчинена на единен за всички православни общности църковен канон, а правилата са описани в специалните иконографски наръчници – ерминии на българските зографи.

## Декоративна система на църковната стенопис
Храмовото пространство за християнина е свещено.
Пространстранството в източноправославния храм се разделя най-общо на три части:
- Светая светих – свещеното олтарно пространство,
- Наос или „кораб“ и
- Притвор – нартекс (нартика).

### Иконографска програма на олтарното пространство
Иконографската схема на олтарното пространство е най-строго регламентирана. Когато се изписва, обикновено се започва от апсидата – това е най-свещеното място във всеки християнски храм. В него по време на богослужение, се извършва най-голямото тайнство, което според църковния канон в по-голямата си част остава скрито от очите на присъстващите в храма богомолци. В тази връзка, както движенията и действията на свещенослужителите, така и декоративната украса на интериора, са регламентирани до последния детайл и би трябвало да се следват неотлъчно, като в това отношение не се допускат никакви компромиси. Има строго определен ред на движение в апсидното пространство – никога не се минава пред олтарната маса, винаги се заобикаля откъм апсидата. Това се прави, защото прозорецът при апсидата се възприема като символичен „Вход“ за Бога, затова той има арковидна форма (формата на арка се свързва с входа, през който може да преминава само Бог). Движението на свещеника по време на Света литургия винаги трябва да бъде зад олтарната маса пред апсидата.
За разлика от античните божества, които са безсмъртни и могат да се превъплъщават, да беседват със смъртните, еврейският Бог е невидим и непознаваем. За да се изкупи Първородния грях, Господ трябва да се превъплати в човешки образ и да умре, за да се изпълни повелята „Смертю смерть поправ“ – Второто пришествие ще се изпълни тогава, когато Бог отново се превъплати в образа на смъртен и умре, затова олтарното пространство трябва да се скрие от погледа на смъртните посредством Олтарна преграда (Темплона – каменна преграда във византийските църкви).
Цокълът е важна и задължителна част от декоративната украса на храма – той има символичното значение на преграда, която отделя света на простосмъртните от небесното царство или царството на идеите. Обикновено се изобразява като стена – стената, разделяща двата свята, но в олтарната апсида вместо него се изписва драперия. Най-често образът на стена се пресъздава чрез имитация на мрамор (напръскан като мрамор) или опус микстум (Opus mixtum) – светите образи „стъпват“ върху пояс над този цокъл, а идеята е, че има още една преграда, която отделя праведните покойници от нас.
Притворът и наоса символизират „Земната църква“, а олтарното пространство е преход към „Небесната църква“. Затова в него вместо цокъл, на това място трябва да се нарисува драперия – драперията символизира Покрова, който скрива същността на небесните образи от очите на простосмъртните (когато изнасят Христовото тяло, то също е било покрито с Покров). Драперията често се изобразява прикрепена (с нарисувани) гвоздеи и нарисувани гънки, върху нея може да има флорални или геометрични декоративни орнаменти, „плетеница“, „райски“ образи и мотиви. Въпреки че това е свещено място, понякога върху драперията се открива надпис с името на художника, нерядко в „тайнопис“ – тъй като покровът е едно дарение, както иконите и други вещи, изписаният покров също е символично дарение, с което се обяснява присъствието на подпис на един простосмъртен (зограф). Името на зографа по традиция, се придружава от определена „формула“, например „изписа се от Раба Божи...“ или дарителски, а ако липсва формула, надписът може да завършва с годината на изписване, което има същото значение. Ако е използван „тайнопис“, целта е той да бъде „неоткриваем“ и се използват различни прийоми – този „втори надпис“ (освен съществуващия по-голям надпис, официалния) може да бъде скрит, наподобявайки орнамент върху драперията, много по-малък по размери, някакъв „таен код“ или шифър – идеята е, да го има, без да се натрапва.
Образите в олтарната апсида задължително трябва да стъпят върху такъв „подиум“ – в апсидата след като Христовото тяло се връща в олтара (хлябът и виното се превръщат в тяло и кръв Христови), Превъплъщението се извършва чрез Светлината, която влиза през прозорците на храма.
За разлика от „Светая светих“ (олтара), куполът остава физически недостъпен, затова той не е покрит с преграда, напротив – куполът трябва да бъде видян от богомолците, защото тайнството на Въплъщението се извършва от Небето към Земята. Тази е причината олтарната апсида по време на богослужение да играе ролята на стълба, по която Господ слиза от Небето и влиза в храма при миряните. Такава „стълба“ е също Богородица – в химните се пее, че тя е „Светата стълба“.
Апсидата се състои от две части – Конха („мида“) и Калота. В конхата („мидата“) се изобразява Богородица – „стълбата“, по която слиза Исус Христос, Сина Божи при хората чрез Чудото на Непорочното зачатие. В раннохристиянските стенописи тя е била изобразявана в иконографската схема, наречена „Оранта“ – молеща с вдигнати и разтворени встрани ръце, а върху гърдите и (утробата) е поставен в сияние (медальон) Младенецът Христос. Тази иконография отразява Зачатието – Богородица не го държи в ръце, както в останалите изображения с него, а е показан преди неговото Раждане (нарича се още „Богородица Знамение“). Като иконографска схема се появява в късните иконостаси и мястото ѝ обикновено е в центъра на Пророческия ред (ако има такъв върху иконостаса) и особено в случаите, когато храмът или апсидата не са изписвани.
Другият иконографски тип, който може да намери място в конхата, е заимстван от момента след Раждането на Исус Христос и е свързан с „Поклонението на влъхвите“. Още в ранното християнство Богородица е била изобразявана върху трон с молители – царе с корони (тази иконографска схема е Византийска императорска). Иконографията на това изображение е „Богородица на трон с Младенеца“ във фасово положение. Липсват нарисувани богомолци, защото това ще бъдат тези, които са дошли в храма, за да ѝ се поклонят (свещенослужители и обикновени миряни). В някои случаи от двете страни на Богородица са изобразени Архангелите Михаил и Гавраил с царски корони, защото те са като молители (в лявата си ръка често държат жезъл).
От двете страни на прозореца в калотата се изобразява „Причастяването на Апостолите“, а в по-големите по размер апсиди до „Причастяването“ е изобразена „Божествена Литургия“ – като разчупва хляба, Христос казва: „Яжте и пийте от моята смърт“ – това е основна Мистерия за Християните. Тя се развива в три етапа: В най-горната композиция Господ е изобразен като „Велик Архиерей“ и причастява Ангелите – сцената се нарича „Божествена литургия“ и представлява случващото се в Небесата, което се пренася като ритуал подобие по време на църковна служба в храма, а Дяконите носят дрехите на ангели и възпяват Христос с херувимска песен. За втори път Христос е изобразен в „Причастяването“, но вече не с архиерейски дрехи, а с апостолски, около него са изобразени Апостолите, той разчупва хляба и ги причастява. Под този регистър (ред от изображения) в най-долната част следва фриз от светци – композицията се нарича „Мелисмос“ („Жертвата, Агнеца“), в нея фронтално в цял ръст се изобразяват светците, които са създали литургията. Трима светци от тях се изобразяват задължително – Йоан Златоуст, Василий Велики, Григорий Богослов, в лявата си ръка държат кодексите, а с дясната благославят. Така фронтално са били изобразявани в ранновизантийско време, по-късно – полуфронтално, обърнати към центъра (оттогава именно композицията се нарича „Мелисмос“). В по-редки случаи образите на светците и архиереите се изобразяват в медальони (като фриз от медальони) в тези композиции. Като изключение в църквата „Св. св. Петър и Павел“ в  Търново, която е един Къснопалеологов паметник, на това място са изобразени Старозаветни Архиереи (от преди Раждането на Христос).
Триумфалната арка се намира встрани от олтарната апсида (подстъпите на апсидата) и частично е видна над иконостасната преграда. Върху нея обикновено се изобразява „Благовещение“. В някои случаи между образа на Архангела и Богородица може да се види „Убрус“, а като изключение, например църквата „Св. Георги“ в Кремиковския манастир, в най-горната част на „Триумфалната арка“ е изобразена „Петдесетница“.
Вдясно (на изобразения Христос, което е наше ляво), се намира нишата, която до XIV в. е била наричана „проскомидийна“ – в нея се приготвят и поставят (върху масичка) даровете за Светото причастие (Евхаристия). В този ранен период тя е наричана още „протезисна“ – това са даровете, които ще бъдат осветени, те се внасят от дякона. До XIV в. в тази ниша е бил изобразяван Архидякон Стефан – образът на първия дякон, който още в раннохристиянско време е бил въведен от апостолите като свещенослужител, затова той е изобразяван точно тук, в „Протезиса“. След XIV в. на това място е било изобразявано „Христос в гроба“ – с това изображение се онагледява, какво символизират даровете върху масата, а именно хлябът и виното. Когато се пренесат в олтара, те ще „оживеят“, затова в проскомидийната ниша е изобразен Христос мъртъв, преди да възкръсне.
В другата ниша също се изобразява Дякон – Роман или някой друг, а нишата още се нарича „Дяконикон“. Тук е можел да си почива дякона – в раннохристиянско време е имало нещо като прагче, стъпало, на което е сядал. Върху нишата освен дякон, може да бъде изобразен и архиерей – в нея са били държани архиерейските дрехи. Преди служба, когато обличал тези дрехи, при вземането им от това място, свещенослужителят отправял молитва към светеца – архиерей или патрон.
Апсидното пространство може да бъде увенчано в по-горния регистър със „сляп купол“, т.е. купол без прозорци. В него се изобразява Христос във „Възнесение“, въздиган от ангелите от двете страни на апсидната арка. Над „Протезиса“ и „Дяконикона“ се изобразяват старозаветни сцени – „Гостолюбие Аврамово“ („Старозаветна Троица“) над протезисната ниша, „Жертвоприношение Аврамово“ (над дяконикона), които са в сюжетна връзка и припомнят за жертвоготовността в името на Бога.
Иконостасът обикновено закрива изображенията в апсидното пространство до сцените „Възнесение“ и „Петдесетница“, така че те да не могат, да бъдат видяни от богомолеца – „Тайнствата“ („Христос в гроба“, „Погребението“, "Възкресението“) – едно от най-големите тайнства на християнството, защото никой не е видял Възкресението), остават скрити, дори самият момент на Възкресяването не се изобразява в православното изкуство.
При преминаване в олтара зад олтарната масичка, движението се извършва по следния начин: от входа на иконостаса, който е откъм протезиса,  се преминава зад олтарната масичка и се отива към дяконикона, като пред всяка част на олтарното пространство, свещеникът се прекръства. Никога не се влиза през Олтарната двер.

### Иконографска програма на купола
Според раннохристиянските богословски трактати църквата е Тялото на Христос – предвещава се от пророците, основава се на апостолите, украсява се от архиереите. Тази философска програма се отразява посредством иконографската. В купола се изобразява Христос Вседържител, а под купола – пророци, които предвещават Църквата (Христос). Те се изобразяват между прозорците под образа на Христос с разгънати свитъци, върху които са написани текстове с пророчества. В църква на Атон в купола е изобразен Христос като „Велик Архиерей“ в композицията „Божествена литургия“ с Архиерейски дрехи (полиставрион с кръстове), обслужван от ангели, облечени като дякони (дело на известния художник от XVI в. Теофан Критски) – в този случай една дидактична тема е пренесена от нейното обичайно място в олтара над главите на богомолците.
Под прозорците – върху пандантивите на купола, се изобразяват четиримата Евангелисти (седящи и пишещи Евангелията). Тази връзка на архитектурата и иконографията също отразява богословската догма – пандантивите ет архитектурната връзка между стените или стълбовете с купола, а евангелистите – „Стълбовете на Църквата“, на връзката с „Небето“, защото църквата се изгражда, основана на апостолите.
Апостолите Петър и Павел са носители на същата идея – те са основни „Стълбове на Църквата“, Патрони на римската църква, двама мъченика, които са убити от езическата империя. Ако куполът се издига върху стълбове, двамата апостоли се изобразяват върху тях – или в огледална схема върху единия от стълбовете, или върху два отделни в западната част. Другият вариант за изобразяването на Първоапостолите е при входа – ако има пиластри, отново в огледална схема те се изобразяват от двете страни на входа. Входът – пространството, през което първо се преминава на влизане в храма, е свещено.
С това приключва иконографската програма на купола.

### Иконографска програма на наоса
Както за олтара, така също и за наоса е установен ред за придвижване в храма. Жените преминават в северната галерия, а мъжете – в южната. Това положение и място на жените, което може да се характеризира като вид „дискриминация“, е постановено от Църквата като наказание, за това че жената е носител, проводник на Първородния грях. Жената богомолка е трябвало да бъде със забулени коси, без накити и по нея да няма нищо, което да напомня за плътски изкушения. Затова в северната галерия по традиция се изобразяват Жени Мъченици.
Преминаването от южните галерии към северните се извършва пред олтарната (царската) двер. Понеже с това свое действие, богомолецът извършва прегрешение (преминава пред свещената ос), пред олтарната двер той трябва да се прекръсти, за да изкупи греха си. Тези, които са изкупили греховете си, се скупчват пред амвона и се молят в „Проскинезис“ („припадане“, поклон до земята). Праведните, несъгрешили християни стоят прави като стълб до края на Литургията – идеята е, че добрият християнин е стълбът, върху който се гради църквата и за да не рухне тя, той трябва да остане изправен, да не сяда, да не се накланя или движи, да бъде като стълб. Най-праведните християни застават обикновено в източната част на църквата.
Ако църквата е манастирска, в южната и северната страна до Олтарната апсида може да има Певници – по време на служба там монасите пеят, докато свещеника изпълнява църковния ритуал. В Иконографската програма това място е специално – тази предиконостасна стена е свещена. В южната Певница се изобразява патронът на храма, а в северната – композицията „Дейсис“ („Моление“). В някои случаи (по-рядко) срещу „Дейсис“, вместо патрона на църквата, могат да бъдат изобразени светците Петър и Павел в „Целувката на мира“ – това е целувка между Апостолите при Възкресението, когато се казва „Мир Вам“. Този ритуал се е запазил и при Пасхата – при изречението „Мир Вам“, богомолците се прегръщат и целуват. В долния регистър се изобразяват светци-войни и мъченици в цял ръст.
Западната стена на наоса има почти същата значимост и „свещеност“ като Олтара, затова нейната Иконографска програма е също толкова строго регламентирана. От двете страни на входа се изобразяват светците Петър и Павел, а ако те са изобразени заедно в една композиция от едната страна, на срещуположната се изобразяват „Св. св. Константин и Елена“ в прави фронтални образи, държащи голям Кръст – според легендата, това е Светият Кръст, който те са донесли от Голгота и на който е бил разпнат Исус Христос. Образът на Св. Елена и образи на Жени-Мъченици, които може да бъдат изписвани върху Западната стена на Наоса, показват мястото на жените, ако те изобщо са допускани вътре (това обикновено се е случвало, когато църквата няма Притвор). Ако на това място (Западната стена) не са изобразени „Св. св. Петър и Павел“ или „Св. св. Константин и Елена“, биват изобразявани „Св. Архангели Михаил и Гавраил“, като св. Архангел Гавраил е представен държащ свитък. Освен тези фигури върху западната стена на наоса могат да бъдат изобразени Монаси-Отшелници, Стълпници, често те също държат свитъци с назидателни текстове („Безмълвствувай и ще се спасиш“ и т.н.). Обикновено те се изобразяват в притвора, но може и в наоса, ако църквата няма притвор.
Следващият, по-горен регистър в наоса – „към Небето“, и при сцените, и при писане, още от гръко-римско време е утвърдено, да се извършва от ляво – на дясно. Действието в „Благовещение“ започва от север – на юг, „Благовещението“ е начало – първи сюжет, от който започва изписването на сцените в наоса и то продължава логично върху южната стена с композиции, свързани с живота на Христос. Като винаги първа от тях – непосредствено до Иконостаса – е „Рождество Христово“. Следват останалите сцени от Христологичния цикъл – общо взето до „Страстите“, защото „Страстите“ обикновено се изобразяват върху северната стена. Ако храмът е с по-големи размери или цикълът е по-пълен, изписването на тези сцени може да бъде развито върху два регистъра, като е спазено правилото за движение – да се „пише“ от ляво-на дясно. Отново сцените се редуват от източния дял на южната стена към източния дял на северната стена, като завършват с „Възнесението“.
Задължително в Иконографската програма е също изображението на „Успение Богородично“ – над входа на наоса (ако не над западния, то върху някой от другите входове), защото Богородица със своя праведен живот и заради това, че е родила Божия Син, когото е дала в жертва, е заслужила възкресение и сън вместо смърт, след който ще има пробуждане – затова и мястото на тази сцена е регламентирано. В големите храмове има по три входа – западен, северен и южен, – „Успението“ обикновено се изобразява над западния. Във връзка със задължителната сцена над входа на наоса, в храмовото пространство могат да бъдат изписани и други сцени, свързани с живота на Богородица – например „Рождество Богородично“ или „Въведение“, което показва нейното дълбоко почитание от последователите на християнската религия.

### Иконографска програма на притвора (преддверието) на храма
Освен „Успение“ и „Първоапостолите“, в притвора най-често се изписват монаси и жени-мъченици. Мястото на притвора в църковното пространство и в самия ритуал е особено, специално и също регламентирано – при призива „Дверите, дверите“ всички оглашени излизат и остават в притвора. Освен това в притвора по време на литургията остават съгрешилите (без тежки грехове) – иконографската програма предвижда в тази част да присъстват повече сцени с назидателен характер и такива, които показват Пътя към спасението на душата. За да покажат на вярващите, по какъв начин, да изкупят греховете си, в притвора преобладават образи на Отшелници, Монаси, Стълпници. Ако църквата е манастирска, това са предимно монаси-мъченици (ако манастирът е женски – жени-мъченици). По същия начин е обаче и в енориашеските църкви – „Пътят за спасение“ и изкупление на греховете е в мъченичеството, няма как да звучи по-назидателно и декоративната украса на притвора цели да внуши именно тази идея.
За разлика от светците мъченици в наоса, които са загинали и изкупили греховете си с мъченическа смърт, образите на монаси в притвора имат не толкова сериозна „натовареност“. Те изкупуват или избягват греховете си по друг начин – с пост и молитви, с праведен живот посветен на Господ. Същото е и при образите на стълпници – стълпникът прекарва целия си живот качен върху някой стълб, далече от плътските изкушения в пост и молитви. За разлика от монасите и Исихастите, които имат свое братство, общежитие, Пустинниците и стълпниците са извън монашеския живот. В притвора, освен тези изображения, може в долния регистър да бъдат изписани сцени от житието на светеца покровител на храма – като фриз или житиен цикъл. Целият цикъл може да не бъде във фриз, а да се помести върху източната стена на притвора над входа към наоса.
Освен сцени от житието на светеца покровител (патрона) на храма, може да се изобразят и такива от Богородичния цикъл („Акатист Богородичен“), химни, върху свода на притвора в медальони могат да бъдат изобразени Богородица или Св. Йоан Кръстител, VII и VIII Вселенски събора (в църквата „Св. св. Петър и Павел“ в Търново).
Освен тези цикли, в притвора може да бъдат изписвани големи композиции, като „Страшният съд“ или „Апокалипсис“, разгърнати върху цялата стена (в църквата на Драгалевския манастир) – съгрешилите ще гледат тази композиция, затова нейното място е в притвора.
Друга композиция също често намира място в иконографската програма на притвора – „Дърво Йесеево“ („Христовото Дърво“ или „Лозата Христова“). В притворите – северен и южен, може да бъде разгърната Календарна сцена („Менолог“) с всички християнски празници, във вид на миниатюрни сцени.
Притворът на Рилския манастир представлява открита външна галерия от запад и юг – в него е изобразен „Апокалипсисът“. В манастира „Касини“ („Йоан Пустинник“) край Враца в притвора е изобразен фриз от сцени, свързани с житието на св. Димитър и св. Георги.

### Иконографска програма за трапезарията на манастира
Подобна иконографска програма, като тази в притвора, може да има и в трапезариите на манастирите. Композицията „Страшният Съд“ не е характерна, но може да присъства например „Апокалипсисът“.
В апсидата на трапезарията не се служи – на това място сяда игуменът на манастира, а по време на храненето един монах чете химни от амвона. Архиереите се изобразяват в монашески дрехи.

### Арка и аркосолий
Арката е символичния вход на Бога – когато той се зазижда, на това място се поставя гроб. Иконографската схема тук също е много ясно регламентирана. Докато човекът е жив, той се движи, преминава през входа – това е знак за тържеството на живота, символ на величието на Бог. Такава е била Триумфалната арка в източната страна на храма (апсидата) – при нейното зазиждане само Бог може да преминава. Зазиждането означава смърт.
Зазиждането на един вход и превръщането му в гробна ниша, се нарича аркосолий. На това място обикновено се изобразява починалия – монарх или ктитор. Ако трябва да бъде погребан един от дарителите (ктиторите), арка в притвора се зазижда и в аркосолия се изписва неговия образ.
Мъченици и свети мощи се погребват в апсидното пространство, а простосмъртните – в притвора. Гробницата се определя още приживе и мъртвецът като ктитор се изписва преди смъртта му. Ако изписването се извършва след неговата смърт, той се изобразява фронтално, със скръстени ръце пред гърдите и отворени очи – в поза „Моление“. Богородица и Йоан Кръстител са изобразени с изнесени ръце – според православната символика в позата на молител.